# Fiordo Bourgeois
El fiordo Bourgeois o seno Bourgeois (según Chile) es un fiordo de 50 kilómetros de largo en dirección noreste-suroeste y de 5 a 8 kilómetros de ancho.
Se encuentra entre las costas orientales de la islas Pourquoi Pas y Blaiklock y la costa occidental de la península Antártica, en aguas de la bahía Margarita. Separa la costa Loubet, al norte, de la costa Fallières, al sur. Sus aguas se extienden hacia el noreste por 48 kilómetros, hasta alcanzar el pie de las montañas que forman la meseta continental.

## Historia y toponimia
El fiordo fue descubierto por la Cuarta Expedición Antártica Francesa bajo la dirección de Jean-Baptiste Charcot, entre 1908 y 1910, y nombrado por él en honor al coronel Joseph E. Bourgeois, Director del Servicio Geográfico del Ejército de Tierra Francés. El contorno de este fiordo fue cartografiado con mayor precisión en 1936 por la Expedición Británica a la Tierra de Graham bajo la dirección de John Riddoch Rymill. Fue recartografiado por el British Antarctic Survey entre 1948 y 1950. Desde 1962, la cartografía chilena utiliza seno en lugar de fiordo.

## Reclamaciones territoriales
Argentina incluye al fiordo en el departamento Antártida Argentina dentro de la provincia de Tierra del Fuego, Antártida e Islas del Atlántico Sur; para Chile forma parte de la comuna Antártica de la provincia Antártica Chilena dentro de la Región de Magallanes y de la Antártica Chilena; y para el Reino Unido integra el Territorio Antártico Británico. Las tres reclamaciones están sujetas a las disposiciones del Tratado Antártico.
Nomenclatura de los países reclamantes: 
- Argentina: fiordo Bourgeois[4][5]
- Chile: seno Bourgeois[2]
- Reino Unido: Bourgeois Fjord[6]